# マルシア・ダンタス
マルシア・ダンタス (Márcia Dantas、1987年8月1日 - ) はブラジルのジャーナリスト兼テレビ司会者です。 2020年以来、彼女はマルセロ・トーレスとともにSBT Brasilニュース番組のプレゼンターを務めている。

## カレイラ
マルシアさんは 19歳でレコード ベレンのスタジアリアとして日雇い労働者としてキャリアをスタートしました。
2008年にRBA TV（バンド・ノ・パラ系列）で放映され、私はそこでレポーターとして働き、2011年まで報道を続けた。
あなたは、2011年から 2015年にかけて、ベレン レコードの 2回目の通過を果たし、サンパウロのネットワーク マトリックスに移されるまで、ファラ パラとパラ レコードを発表しました。
2016年に SBT で働き始め、最初はレポート時間を統合しました。 その後、彼女は SBT Notícias、Primeiro Impacto、SBT Brasil などの毎日の番組を発表し、現在はその番組の司会を務めています。
テレビ以外にも、テレワークやテレビで働くためのテクニックなどに関するオンライン講座も開催している。

## 私生活
マルシアはテレビディレクターのラファエル・ペラントゥネスと結婚しており、彼には2017年に生まれた息子ガブリエルがいる。彼女はボートクラブの選手である。